# První komise von der Leyenové

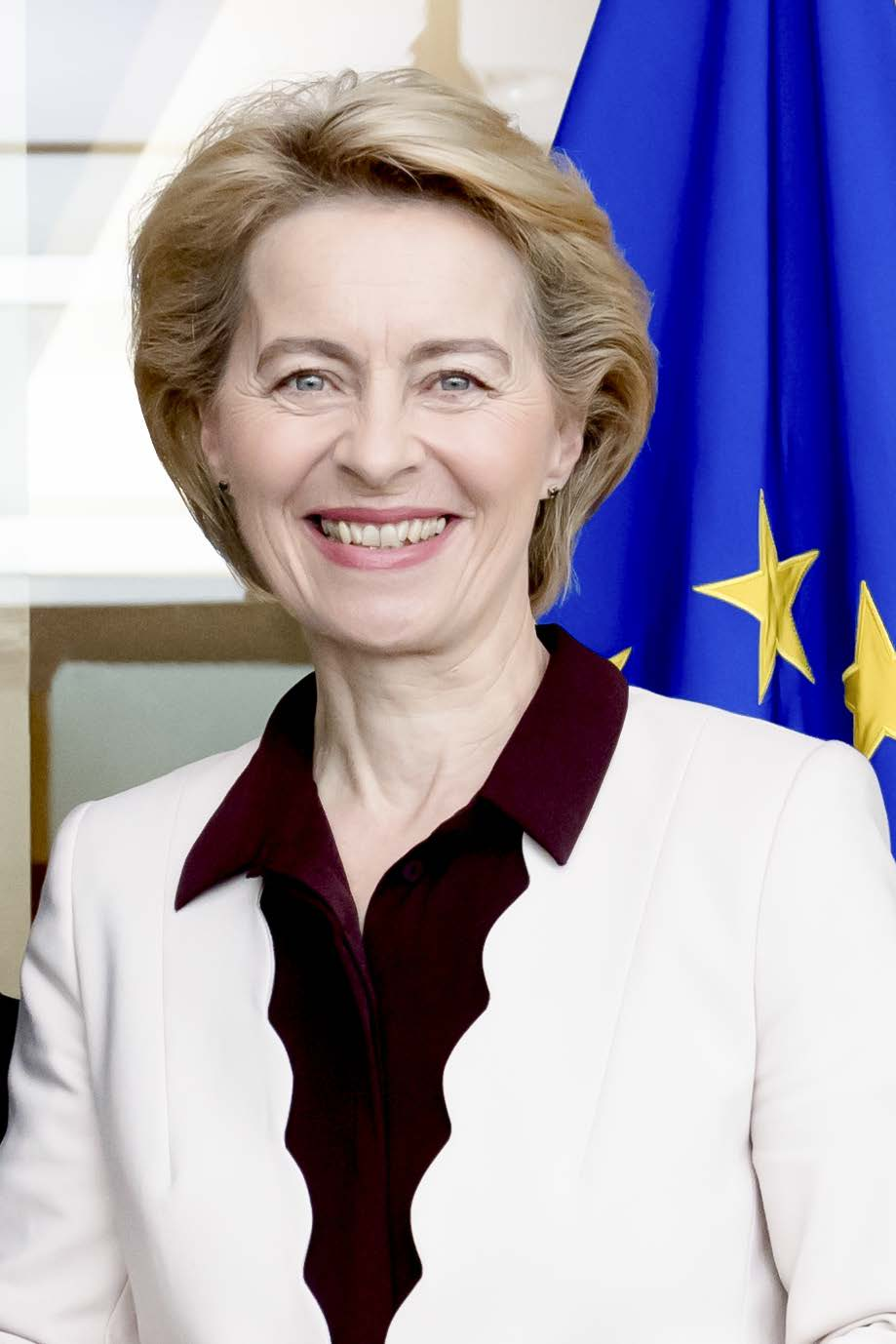
Ursula von der Leyenová, předsedkyně Evropské komise

První komise Von der Leyenové byla Evropská komise působící od 1. prosince 2019 do 30. listopadu 2024. Její předsedkyní byla Ursula von der Leyenová. Dále se skládala z jednoho komisaře z každého členského státu Evropské unie (kromě státu předsedkyně, Německa). V prosinci 2024 ji vystřídala druhá komise von der Leyenové.
Komise se měla ujmout funkce 1. listopadu 2019; kandidáti Francie, Maďarska a Rumunska však na začátku října 2019 ztratili důvěru Evropského parlamentu, takže nové komisaře musela z těchto tří členských států vybrat nově zvolená předsedkyně a následně je potvrdit Parlament. Tento proces se uskutečnil v listopadu 2019 a Komise se nakonec ujala úřadu v celém rozsahu 1. prosince 2019.

## Volby a formace
Von der Leyenová, členka Evropské lidové strany (EPP), byla navržena Evropskému parlamentu dne 3. července 2019 Evropskou radou po třech dnech jednání mezi vůdci členských států. Čelila mnohé kritice, zejména z řad europoslanců, protože Evropská rada při jejím výběru do funkce ignorovala tzv. systém spitzenkandidátů.
Dne 16. července 2019 Evropský parlament hlasoval o návrhu Evropské rady a zvolil von der Leyenovou 383 hlasy (potřebných bylo 374 hlasů). Před hlasováním získala podporu tří největších politických skupin v Parlamentu (EPP, S&D a Obnova Evropy); během debaty deklarovaly svou podporu konzervativní polská strana Právo a spravedlnost s 24 poslanci a italské Hnutí pěti hvězd (M5S) se 14 poslanci. Na základě debaty a veřejných prohlášení europoslanců, většina europoslanců hlasujících proti von der Leyenové pravděpodobně pocházela ze skupiny S&D, jejíž součástí je také Sociálnědemokratická strana Německa, která se veřejně postavila proti von der Leyenové kvůli její práci jako ministryně německé obrany.
Předseda Evropské rady Donald Tusk po svém zvolení požádal von der Leyenovou o souhlas se jmenováním Josepa Borrella ze Španělska příštím vysokým představitelem EU. Souhlas byl udělen dne 26. července 2019, načež Evropská rada dne 5. srpna 2019 oficiálně jmenovala Borrella příštím vysokým představitelem Unie pro zahraniční věci a bezpečnostní politiku.
Komise byla schválena Evropským parlamentem dne 27. listopadu 2019, získala 461 hlasů, 157 hlasů bylo proti a 89 se zdrželo hlasování. Pro hlasovaly EPP, S&D, Obnova Evropy a polovina ECR. Zelení/ESA se zdrželi hlasování.
| Koalice | Koalice | Komise                  | Odevzdané hlasy | Většina | Ve prospěch | Proti | Zdrželi se | Zdroj |
| ------- | ------- | ----------------------- | --------------- | ------- | ----------- | ----- | ---------- | ----- |
|         | EPP     | Komise von der Leyenové | 707             | 374     | 461         | 157   | 89         | [ 4 ] |
|         | S&D     | Komise von der Leyenové | 707             | 374     | 461         | 157   | 89         | [ 4 ] |
|         | RE      | Komise von der Leyenové | 707             | 374     | 461         | 157   | 89         | [ 4 ] |

### Kolegium komisařů
Ještě před svým potvrzením ve funkci předsedkyně se von der Leyenová zavázala renominovat Franse Timmermanse, spitzenkandidáta Strany evropských socialistů, na prvního místopředsedu. Některé z členských států již předložily oficiální nominace úřadujícímu předsedovi Rady EU.
Von der Leyenová požádala, aby každý členský stát navrhl dva kandidáty, muže a ženu, aby bylo snazší vytvořit komisi vyváženou z hlediska pohlaví. Francouz Thierry Breton byl posledním kandidátem, kterého 24. října 2019 jmenoval Emmanuel Macron.
| Komise von der Leyenové                                                                           | Komise von der Leyenové | Komise von der Leyenové                     | Komise von der Leyenové                                                                                           | Komise von der Leyenové | Komise von der Leyenové                   | Komise von der Leyenové                                                           | Komise von der Leyenové | Komise von der Leyenové                 |
| ------------------------------------------------------------------------------------------------- | ----------------------- | ------------------------------------------- | --- | ----------------------- | ----------------------------------------- | --------------------------------------------------------------------------------- | ----------------------- | --------------------------------------- |
| Schválení Evropským parlamentem 27. listopadu 2019 • Jmenování Evropskou radou 28. listopadu 2019 |                         |                                             | |                         |                                           |                                                                                   |                         |                                         |
| Portfolium                                                                                        | Komisař                 | Komisař                                     | Portfolium | Komisař                 | Komisař                                   | Portfolium                                                                        | Komisař                 | Komisař                                 |
| Předsedkyně                                                                                       |                         | Ursula von der Leyenová z Německa (EPP–CDU) | Místopředseda a výkonný místopředseda — Zelená dohoda pro Evropu Interinstitucionální vztahy a strategický výhled |                         | Maroš Šefčovič ze Slovenska (PES–SMER-SD) | Výkonná místopředsedkyně a evropská komisařka — Hospodářská soutěž                |                         | Margrethe Vestagerová z Dánska (ALDE–B) |
| [ 5 ] [ 6 ]                                                                                       | [ 5 ] [ 6 ]             | Ursula von der Leyenová z Německa (EPP–CDU) | [ 5 ] [ 6 ] [ 7 ]                                                                                                 |                         | Maroš Šefčovič ze Slovenska (PES–SMER-SD) |                                                                                   |                         | Margrethe Vestagerová z Dánska (ALDE–B) |
| Výkonný místopředseda a evropský komisař — Obchod                                                 |                         | Valdis Dombrovskis z Lotyšska (EPP–V)       | Místopředseda a vysoký představitel pro zahraniční věci a bezpečnostní politiku                                   |                         | Josep Borrell ze Španělska (PES–PSOE)     | Místopředseda a evropský komisař — Podpora evropského způsobu života              |                         | Margaritis Schinas z Řecka (EPP–ND)     |
| [ 5 ] [ 6 ]                                                                                       | [ 5 ] [ 6 ]             | Valdis Dombrovskis z Lotyšska (EPP–V)       | [ 5 ] [ 6 ] |                         | Josep Borrell ze Španělska (PES–PSOE)     |                                                                                   |                         | Margaritis Schinas z Řecka (EPP–ND)     |
| Místopředsedkyně a evropská komisařka — Hodnoty a transparentnost                                 |                         | Věra Jourová z Česka (ALDE–ANO)             | Místopředsedkyně a evropská komisařka — Demokracie a demografie                                                   |                         | Dubravka Šuicová z Chorvatska (EPP–HDZ)   | Evropský komisař — Opatření v oblasti klimatu                                     |                         | Wopke Hoekstra z Nizozemska (EPP–CDA)   |
| [ 6 ]                                                                                             | [ 6 ] [ 8 ]             | Věra Jourová z Česka (ALDE–ANO)             | [ 6 ] |                         | Dubravka Šuicová z Chorvatska (EPP–HDZ)   |                                                                                   |                         | Wopke Hoekstra z Nizozemska (EPP–CDA)   |
| Evropský komisař — Rozpočet                                                                       |                         | Johannes Hahn z Rakouska (EPP–ÖVP)          | Evropská komisařka — Inovace, výzkum, kultura, vzdělávání a mládež                                                |                         | Iliana Ivanovová z Bulharska (EPP–GERB)   | Evropský komisař — Pracovní místa a sociální práva                                |                         | Nicolas Schmit z Lucemburska (PES–LSAP) |
| [ 6 ] [ 9 ]                                                                                       | [ 5 ] [ 6 ]             | Johannes Hahn z Rakouska (EPP–ÖVP)          | [ 5 ] [ 6 ] |                         | Iliana Ivanovová z Bulharska (EPP–GERB)   |                                                                                   |                         | Nicolas Schmit z Lucemburska (PES–LSAP) |
| Evropský komisař — Hospodářství                                                                   |                         | Paolo Gentiloni z Itálie (PES–PD)           | Evropský komisař — Zemědělství                                                                                    |                         | Janusz Wojciechowski z Polska (ECR–PiS)   | Evropský komisař — Vnitřní trh                                                    |                         | Thierry Breton z Francie (Žádná–Nez.)   |
| [ 6 ] [ 10 ]                                                                                      | [ 6 ]                   | Paolo Gentiloni z Itálie (PES–PD)           | [ 6 ] [ 11 ] |                         | Janusz Wojciechowski z Polska (ECR–PiS)   |                                                                                   |                         | Thierry Breton z Francie (Žádná–Nez.)   |
| Evropská komisařka — Soudržnost a reformy                                                         |                         | Elisa Ferreirová z Portugalska (PES–PS)     | Evropská komisařka — Zdraví a bezpečnost potravin                                                                 |                         | Stella Kyriakidesová z Kypru (EPP–DISY)   | Evropský komisař — Spravedlnost                                                   |                         | Didier Reynders z Belgie (ALDE–MR)      |
| [ 6 ] [ 12 ] [ 13 ]                                                                               | [ 5 ] [ 6 ]             | Elisa Ferreirová z Portugalska (PES–PS)     | [ 6 ] [ 14 ] |                         | Stella Kyriakidesová z Kypru (EPP–DISY)   |                                                                                   |                         | Didier Reynders z Belgie (ALDE–MR)      |
| Evropská komisařka — Rovnost                                                                      |                         | Helena Dalliová z Malty (PES–PL)            | Evropská komisařka — Vnitřní záležitosti                                                                          |                         | Ylva Johanssonová ze Švédska (PES–S)      | Evropský komisař — Řešení krizí                                                   |                         | Janez Lenarčič ze Slovinska (ALDE–Nez.) |
| [ 6 ]                                                                                             | [ 6 ] [ 15 ]            | Helena Dalliová z Malty (PES–PL)            | [ 6 ] [ 16 ] |                         | Ylva Johanssonová ze Švédska (PES–S)      |                                                                                   |                         | Janez Lenarčič ze Slovinska (ALDE–Nez.) |
| Evropská komisařka — Doprava                                                                      |                         | Adina Văleanová z Rumunska (EPP–PNL)        | Evropský komisař — Sousedství a rozšíření                                                                         |                         | Olivér Várhelyi z Maďarska (EPP–Nez.)     | Evropská komisařka — Mezinárodní partnerství                                      |                         | Jutta Urpilainenová z Finska (PES–SDP)  |
| [ 6 ] [ 17 ]                                                                                      | [ 5 ] [ 6 ]             | Adina Văleanová z Rumunska (EPP–PNL)        | [ 6 ] [ 18 ] |                         | Olivér Várhelyi z Maďarska (EPP–Nez.)     |                                                                                   |                         | Jutta Urpilainenová z Finska (PES–SDP)  |
| Evropská komisařka — Energetika                                                                   |                         | Kadri Simsonová z Estonsko (ALDE–EK)        | Evropský komisař — Životní prostředí, oceány a rybolov                                                            |                         | Virginijus Sinkevičius z Litvy (EGP–LVŽS) | Evropská komisařka — Finanční stabilita, finanční služby a unie kapitálových trhů |                         | Mairead McGuinnessová z Irska (EPP–FG)  |
| [ 6 ] [ 19 ]                                                                                      | [ 6 ] [ 20 ]            | Kadri Simsonová z Estonsko (ALDE–EK)        | [ 21 ] |                         | Virginijus Sinkevičius z Litvy (EGP–LVŽS) |                                                                                   |                         | Mairead McGuinnessová z Irska (EPP–FG)  |

#### Změny
- 26. srpna 2020: Komisař pro obchod Phil Hogan odstoupil kvůli Golfgate.[22]
- 12. října 2020: Evropský parlament schválil Mairead McGuinnessovou, irskou nominantku, která nahradila Phila Hogana, a Rada Evropské unie ji jmenovala evropskou komisařkou.
- 15. května 2023: Marija Gabrielová rezignovala na funkci komisařky poté, co byla pověřena sestavením příští bulharské vlády.[23]
- 22. srpna 2023: Frans Timmermans odstoupil z funkce výkonného viceprezidenta pro Zelenou dohodu pro Evropu poté, co byl vybrán jako kandidát na nizozemského premiéra v nizozemských parlamentních volbách v roce 2023.[24]
- 19. září 2023: Iliana Ivanovová, bulharská nominantka, která nahradila Mariju Gabrielovou, je schválena Evropským parlamentem a jmenována evropskou komisařkou Radou Evropské unie.
- 9. října 2023: Evropský parlament schválil Wopkeho Hoekstra, nizozemského kandidáta, který nahradil Franse Timmermanse, a Rada Evropské unie jej jmenovala evropským komisařem.

## Oddělení komise

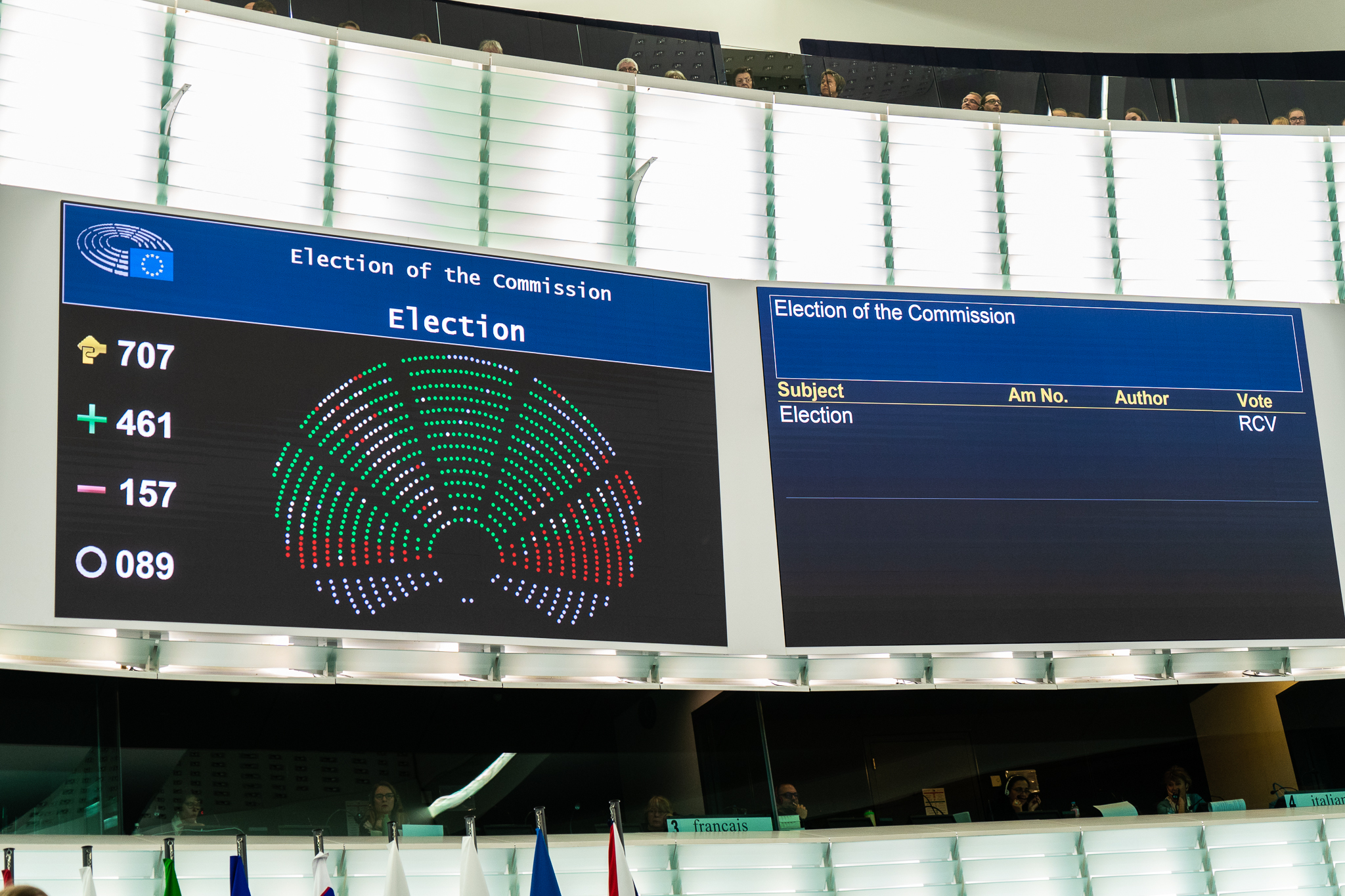
Výsledek voleb komise v Evropském parlamentu ve Štrasburku, 27. listopadu 2019

### Generální ředitelství
| Generální ředitelství                                                | Generální ředitelství | Příslušný komisař                 |
| Jméno                                                                | Zkratka               | Příslušný komisař                 |
| -------------------------------------------------------------------- | --------------------- | --------------------------------- |
| Daně a celní unie                                                    | TAXUD                 | Paolo Gentiloni                   |
| Energetika                                                           | ENER                  | Kadri Simsonová                   |
| Eurostat – Evropské statistiky                                       | EUROSTAT              | Paolo Gentiloni                   |
| Evropská civilní ochrana a operace humanitární pomoci                | ECHO                  | Janez Lenarčič                    |
| Finanční stabilita, finanční služby a unie kapitálových trhů         | FISMA                 | Mairead McGuinnessová             |
| Hospodářská soutěž                                                   | COMP                  | Margrethe Vestagerová             |
| Hospodářské a finanční záležitosti                                   | ECFIN                 | Paolo Gentiloni                   |
| Informatika                                                          | DIGIT                 | Johannes Hahn                     |
| Komunikace                                                           | COMM                  | Ursula von der Leyenová           |
| Komunikační sítě, obsah a technologie                                | CONNECT               | Thierry Breton                    |
| Lidské zdroje a bezpečnost                                           | HR                    | Johannes Hahn                     |
| Mezinárodní partnerství                                              | INTPA                 | Jutta Urpilainenová               |
| Migrace a vnitřní věci                                               | HOME                  | Ylva Johanssonová                 |
| Mobilita a doprava                                                   | MOVE                  | Adina Văleanová                   |
| Námořní záležitosti a rybolov                                        | MARE                  | Virginijus Sinkevičius            |
| Obchod                                                               | TRADE                 | Valdis Dombrovskis                |
| Oblast klimatu                                                       | CLIMA                 | Wopke Hoekstra                    |
| Obranný průmysl a vesmír                                             | DEFIS                 | Thierry Breton                    |
| Podpora strukturálních reforem                                       | REFORM                | Elisa Ferreirová                  |
| Politika sousedství a jednání o rozšíření                            | NEAR                  | Olivér Várhelyi                   |
| Překlad                                                              | DGT                   | Johannes Hahn                     |
| Regionální a městská politika                                        | REGIO                 | Elisa Ferreirová                  |
| Rozpočet                                                             | BUDG                  | Johannes Hahn                     |
| Společné výzkumné centrum                                            | JRC                   | Iliana Ivanovová                  |
| Spravedlnost a spotřebitelé                                          | JUST                  | Didier Reynders a Helena Dalliová |
| Tlumočení                                                            | SCIC                  | Johannes Hahn                     |
| Úřad pro připravenost a reakci na mimořádné situace v oblasti zdraví | HERA                  | Stella Kyriakidesová              |
| Útvar interního auditu                                               | IAS                   | Didier Reynders                   |
| Vnitřní trh, průmysl, podnikání a malé a střední podniky             | GROW                  | Thierry Breton                    |
| Výzkum a inovace                                                     | RTD                   | Iliana Ivanovová                  |
| Vzdělávání, mládež, sport a kultura                                  | EAC                   | Iliana Ivanovová                  |
| Zaměstnanost, sociální věci a sociální začleňování                   | EMPL                  | Nicolas Schmit                    |
| Zdraví a bezpečnost potravin                                         | SANTE                 | Stella Kyriakidesová              |
| Zemědělství a rozvoj venkova                                         | AGRI                  | Janusz Wojciechowski              |
| Životní prostředí                                                    | ENV                   | Virginijus Sinkevičius            |

### Výkonné agentury a servisní oddělení

#### Výkonné agentury
| Výkonná agentura                                                        | Výkonná agentura | Hlava                               |
| Jméno                                                                   | Zkratka          | Hlava                               |
| ----------------------------------------------------------------------- | ---------------- | ----------------------------------- |
| Výkonná agentura pro vzdělávání a kulturu                               | EACEA            | Sophie Beernaertsová (zastupující)  |
| Výkonná agentura Evropské rady pro výzkum                               | ERCEA            | Laurence Moreauová                  |
| Výkonná agentura Evropské rady pro inovace a pro malé a střední podniky | EISMEA           | Jean-David Malo                     |
| Výkonná agentura pro výzkum                                             | REA              | Marc Tachelet                       |
| Výkonná agentura pro klima, infrastrukturu a životní prostředí          | CINEA            | Paloma Aba Garroteová (zastupující) |
| Výkonná agentura pro zdraví a digitální oblast                          | HADEA            | Marina Zanchiová                    |

#### Servisní oddělení
| Servisní oddělení                                                    | Servisní oddělení | Hlava |
| Jméno                                                                | Zratka            | Hlava |
| -------------------------------------------------------------------- | ----------------- | ----- |
| Evropský úřad pro boj proti podvodům                                 | OLAF              |       |
| Evropský úřad pro výběr personálu                                    | EPSO              |       |
| Generální sekretariát                                                | SG                |       |
| Infrastruktura a logistika – Brusel                                  | OIB               |       |
| Infrastruktura a logistika v Lucembursku                             | OIL               |       |
| Inspire, Debate, Engage and Accelerate Action                        | EPSC              |       |
| Knihovna a centrum elektronických zdrojů                             |                   |       |
| Nástroje zahraniční politiky                                         | FPI               |       |
| Pověřenec pro ochranu osobních údajů                                 | DPO               |       |
| Pracovní skupina pro jednání podle článku 50 se Spojeným královstvím |                   |       |
| Právní služba                                                        | SJ                |       |
| Služba historického archivu                                          |                   |       |
| Služba podpory strukturální reformy                                  | SRSS              |       |
| Správa a vyplácení individuálních nároků                             | PMO               |       |
| Úřad pro publikace                                                   | OP                |       |
| Útvar interního auditu                                               | IAS               |       |
| Výkonná agentura pro inovace a sítě                                  | INEA              |       |

## Výběr kandidáta na předsedu
Po vzoru evropských voleb v roce 2014 jmenovaly hlavní evropské politické strany před volbami v roce 2019 takzvané spitzenkandidáty nebo vedoucí kandidáty, kteří byli kandidáty stran na příštího předsedu Evropské komise. Všechny strany jmenovaly alespoň jednoho kandidáta, některé jmenovaly dva a strana Aliance liberálů a demokratů pro Evropu (ALDE), která oficiálně vystupovala proti systému spitzenkandidátů, představila „Tým Evropa“, který se skládal z několika vysoce postavených evropských politiků. Ostatní strany však tyto kandidáty, zejména Margrethe Vestagerovovou z Dánska, vnímaly jako vedoucí kandidáty.
Vedoucími kandidáty byli:
| Strana | Strana                                       | Vedoucí kandidátí                                                                                                |
| ------ | -------------------------------------------- | --- |
|        | Evropská lidová strana                       | Manfred Weber |
|        | Strana evropských socialistů                 | Frans Timmermans                                                                                                 |
|        | Aliance liberálů a demokratů pro Evropu      | Nicola Beerová Emma Boninová Violeta Bulcová Katalin Csehová Luis Garicano Guy Verhofstadt Margrethe Vestagerová |
|        | Strana evropských konzervativců a reformistů | Jan Zahradil |
|        | Evropská strana zelených                     | Bas Eickhout Franziska Kellerová                                                                                 |
|        | Strana evropské levice                       | Violeta Tomićová Nico Cué                                                                                        |

Po vítězství ve volbách do Evropského parlamentu v roce 2019 Evropská lidová strana řekla, že by funkce předsedy Evropské komise měla být svěřena jí, a chtěla do této funkce dosadit svého vedoucího kandidáta Manfreda Webera. Weber však čelil silnému odporu ze strany liberálně orientovaného francouzského prezidenta Emmanuela Macrona a ALDE a také ze Strany evropských socialistů (PES). Důvodem pro jejich odpor byl nedostatek Weberových zkušeností, protože předtím působil pouze jako europoslanec a nikdy nezastával žádnou vládní funkci. PES silně podporovala kandidaturu Franse Timmermanse, který měl podporu také od většiny členů ALDE v Evropské radě. (Andrej Babiš, tehdejší český premiér, je členem ALDE, ale také Visegrádské skupiny, která proti Timmermansovi ostře vystupovala kvůli jeho podpoře migračních kvót a neschopnosti dosáhnout kompromisů.) Strana ALDE chtěla, aby nejvyšší funkci v Komisi převzala Margrethe Vestagerová.
První zasedání Evropské rady se konalo ve dnech 20. a 21. června 2019 a nepřineslo žádné rozhodnutí týkající se rozdělení nejvyšších pozic v EU. Předseda Donald Tusk znovu svolal vedoucí představitele na zvláštní setkání, které trvalo od 30. června do 2. července 2019. Po třech dnech vyjednávání EPP přestala usilovat o dosazení Webera na pozici předsedy Komise; zdálo se, že by mohl být nominován Timmermans, zvláště poté, co se během zasedání Evropské rady setkal na bulharském velvyslanectví v Belgii s bulharským premiérem a členem EPP Bojkem Borisovem. Jmenování Timmermanse předsedou Evropské komise bylo součástí takzvané Ósacké dohody, plánu, který vytvořilo několik vůdců EU (Emmanuel Macron, Angela Merkelová, Giuseppe Conte, Donald Tusk, Mark Rutte a Pedro Sánchez) během summitu G20 v Ósace v Japonsku v roce 2019.
Opozice Visegrádské skupiny, ke které se nyní přidalo Chorvatsko a Itálie, však byla stále silná a Timmermans nedokázal v Radě získat většinu. Mezi další jména zmíněná během jednání patřili Michel Barnier, Kristalina Georgievová a Andrej Plenković; po skončení Rady vyšlo najevo, že Plenkovićovo jméno představil generální tajemník Komise Martin Selmayr, který je Plenkovićovým blízkým přítelem. Kandidaturu odmítl Macron, který se postavil proti osobním ambicím lídrů.
Když se v průběhu jednání objevilo jméno Ursuly von der Leyenové (EPP), bylo to překvapení a čelila velké kritice, hlavně proto, že nebyla spitzenkandidátkou. Německá Sociálnědemokratická strana, součást německé vládní koalice, se proti von der Leyenové postavila kvůli její práci jako ministryně obrany, což vedlo k tomu, že se německá kancléřka Angela Merkelová při hlasování Rady o návrhu zdržela.

## Volné místo kvůli brexitu
Spojené království nenominovalo vzhledem k blížícímu se odchodu země z EU žádného britského komisaře. Šlo o jedinečnou událost, která nemá v historii Evropské unie obdoby. Von der Leyenová musela formálně požádat britskou vládu o jmenování evropského komisaře. Někteří europoslanci navrhli možnost hlasování, které by umožnilo Evropské komisi fungovat bez britského komisaře.
Spojené království opustilo Evropskou unii ve 23:00 GMT dne 31. ledna 2020, takže pozice britského komisaře zůstala neobsazená až do jejího automatického zrušení, když Spojené království oficiálně odešlo z Evropské unie.

## Politika

### Geopolitická komise

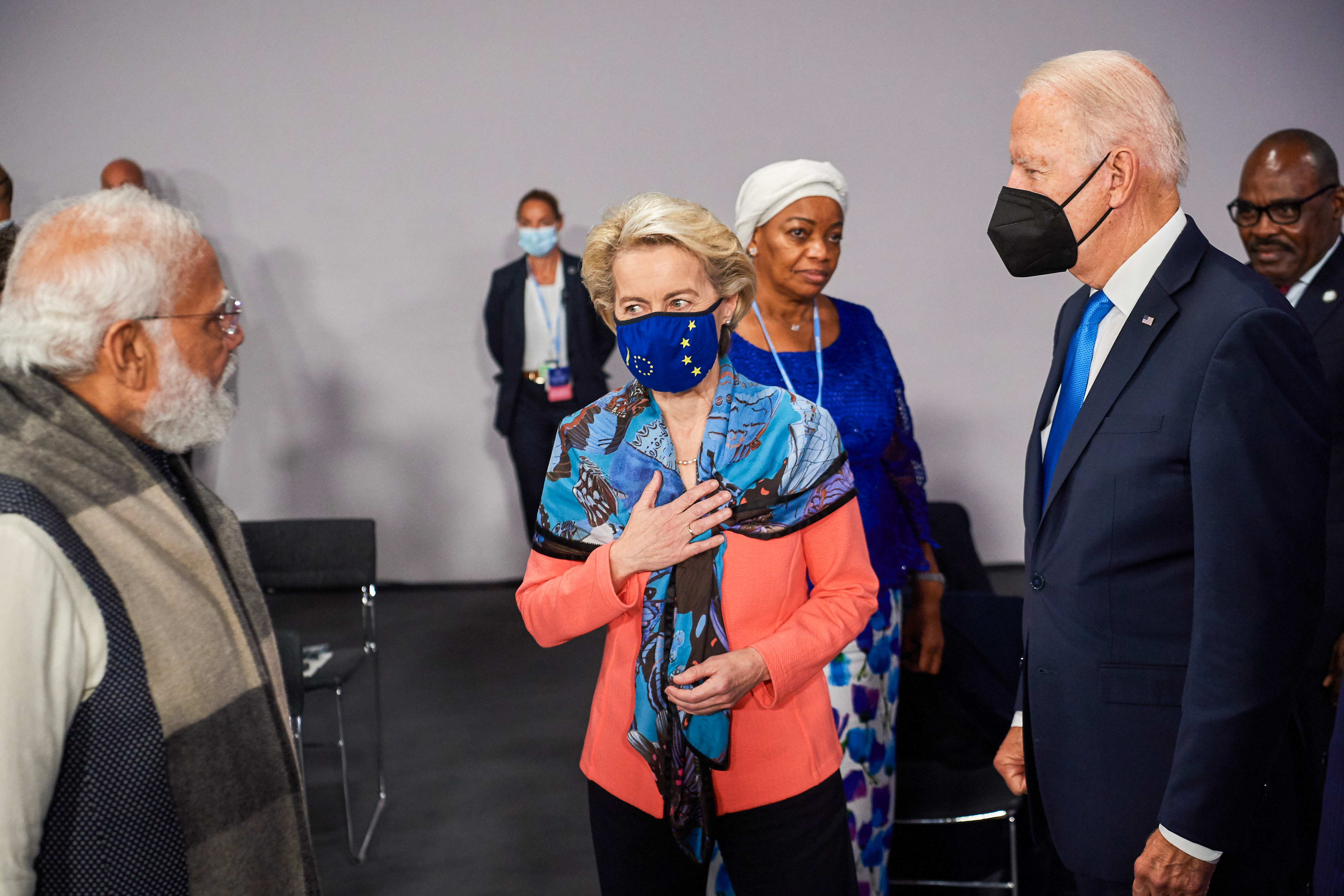
Von der Leyenová, indický premiér Naréndra Módí a prezident USA Joe Biden na klimatickém summitu COP26 v Glasgow dne 1. listopadu 2021

Na začátku svého mandátu předsedkyně Evropské komise von der Leyenová uvedla, že má v úmyslu mít „geopolitickou komisi“. Francouzský prezident Emmanuel Macron je nejdůležitější hybnou silou ambice geopolitické komise. Jeho vizí je, že se EU musí stát politickým a strategickým hráčem s jedním hlasem. Kritici poukazovali na to, že předsedkyně Komise von der Leyenová vyvěšením geopolitické vlajky odhalila slabiny EU jako celku při hraní rozhodující role v diplomacii nejvyšší úrovně.

### Covid-19
V reakci na pandemii covidu-19 EU schválila balíček Next Generation EU v hodnotě 750 miliard eur. Komise von der Leyenové navrhla balíček dne 27. května 2020.